# Lange Buchnacht
Die Lange Buchnacht (in der Oranienstraße) ist eine seit 1998 jährlich an einem Samstagnachmittag und -abend Ende Mai stattfindende gemeinsame Aktion von Gewerbetreibenden, öffentlichen Institutionen und Initiativen der Oranienstraße im Berliner Ortsteil Kreuzberg, bei der Lesungen sowie Aktionen zum Medium Buch veranstaltet werden. Sie ist eine der ersten Initiativen ihrer Art; heute sind alleine in Berlin im Frühjahr fast wöchentliche ähnliche Konzepte zu finden, neben der Lange Nacht der Museen (seit 1997) und der der Wissenschaften (seit 2000).

## Entstehungsgeschichte
Die Lange Buchnacht fand erstmals im Jahr 1998 mit 17 Veranstaltungen an zwölf Orten im Umfeld der Oranienstraße statt. Im Laufe der Jahre wuchs die Zahl der Veranstaltungen, 2005 waren es bereits mehr als 30 Veranstaltungsorte, 2011 rund 50, darunter das Kreuzberg Museum, das Werkbundarchiv – Museum der Dinge und der Club SO36. Nach einem Höhepunkt im Jahr 2013 basiert die Lange Buchnacht seit 2014 wieder verstärkt auf der Eigeninitiative der teilnehmenden Veranstaltungsorte und auf einem intimeren Rahmen, dennoch sind es 2015 erneut über 30 Orte mit etwa 100 Veranstaltungen.
Die Lange Buchnacht wird bis heute maßgeblich vom Comicladen Modern Graphics, dem Kreuzberg Museum sowie den Buchhandlungen Dante Connection, Kisch & Co und der Stadtbibliothek am Kottbusser Tor organisiert, zusammengeschlossen im Verein „Lange Buchnacht e. V.“. Die einzelnen Veranstaltungen sind auf Initiative und unter Verantwortung der verschiedenen Veranstaltungsorte, neben Buchhandlungen, Bibliotheken und Museen auch vielen Bars und Cafés. Mit der Aktion soll eine „Vernetzung der unterschiedlichsten Bereiche nachbarschaftlichen Lebens, quer durch alle Generationen, sprachlichen und kulturellen Milieus“ erzielt werden.
2010 nahmen rund 15.000 Besucher teil.